# 무어 살인사건
무어 살인사건(The Moors Murders)은 1963년 7월부터 1965년 10월까지 이언 브래디와 마이라 힌들리가 맨체스터와 근교에서 행한 연쇄살인 사건이다. 피해자였던 폴린 리드(Pauline Reade), 존 킬브라이드(John Kilbride), 키스 베넷(Keith Bennett), 레슬리 앤 다우니(Lesley Ann Downey)와 에드워드 에반스(Edward Evans)는 만 10세부터 만 17세의 미성년자였고 그 중 최소 4명은 성폭행을 당했다. 두 명의 피해자의 시체는 새들워스 무어(en)에 묻혀진 것을 발견했고, 세번째 무덤은 브래디와 힌들리의 판결이 난지 20년도 넘은 1987년에 발견됐다. 네번째 희생자인 키스 베넷도 그곳에 묻혀있을 거라고 추정되나 반복되는 수색에도 아직 발견되고 있지 않다.
경찰은 처음에 에드워드 에반스, 레슬리 앤 다우니, 존 킬브라이드 등 세 건의 살인만 알고 있었다. 1985년 언론에 브래디의 폴린 리드와 키스 베넷의 살인 고백이 보도된 후 재조사가 시작되었다. 브래디와 힌들리는 따로 새들워스 무어로 끌려가 경찰이 무덤을 찾는 것을 돕는데, 그 때 두 사람 모두 추가 살인을 자백했다.
언론에 의해 "영국에서 가장 사악한 여성"으로 불렸던 힌들리는 자신이 교화되었고 더 이상 사회에 위협이 되지 않는다고 주장하면서 그녀의 종신형에 대해 몇 번의 항소를 했지만 결코 석방되지는 않았다. 그녀는 60세의 나이로 2002년에 세상을 떠났다. 브래디는 1985년에 제 정신이 아닌 상태에서 범죄를 저지렀다고 공표된 후, 보안이 강화된 애쉬워스 정신병원(en)에 감금되었다. 그는 석방되고 싶지 않다는 것을 분명히 했고, 죽는 것을 허락해 달라고 반복해서 요청했으나 거부당했다. 그는 2017년, 79세의 나이로 애쉬워스 정신병원에서 세상을 떠났다.

## 같이 보기
- 데니스 닐슨
- 피터 서트클리프
- 연쇄살인범